# 1. Sinfonie (Prokofjew)
Die Sinfonie Nr. 1 in D-Dur, Opus 25 (komponiert 1916–17, uraufgeführt am 21. April 1918 in Petrograd) ist die kürzeste und zugleich bekannteste Sinfonie von Sergei Sergejewitsch Prokofjew. 

## Geschichte
Die Sinfonie verdankt ihren Beinamen „Klassische“ ihrer liebevoll-parodistischen Verwendung einer an Joseph Haydn und den frühen Pjotr Iljitsch Tschaikowski (seinerseits ein Verehrer Mozarts) gemahnenden Tonsprache. Das Werk ist geprägt von Heiterkeit und Vitalität und zeichnet sich durch eine ausgeklügelte Rhythmik und die durchsichtige Verwendung eines von der Besetzung her vorromantischen Orchesters aus. Leonard Bernstein bezeichnete es als Musterbeispiel für „Humor in der Musik“.
Prokofjew kam nach eigener Aussage durch seinen Lehrer Nikolai Tscherepnin auf den „Geschmack an den Partituren Haydns und Mozarts“. Das brachte ihn auch schließlich auf die Idee, „ein ganzes sinfonisches Werk ohne Zuhilfenahme des Klaviers zu komponieren. Bei einem so entstandenen Werk müssten die Orchesterfarben reiner klingen. So entstand der Plan, eine Sinfonie im Stile Haydns zu schreiben, weil mir seine Technik bei meinem Unterricht in der Kompositions-Klasse irgendwie besonders klar erschienen war und es unter so vertrauten Umständen leichter sein müsse, sich ohne Klavier in das gefährliche Wasser zu stürzen. Wenn Haydn heute noch lebte, dachte ich, würde er seine Art zu schreiben beibehalten und dabei einiges vom Neuen übernehmen. Solch eine Sinfonie wollte ich schreiben – eine Sinfonie im klassischen Stil.“
Das Werk besteht aus vier Sätzen. Die Gesamtdauer beträgt etwa 15 Minuten.
1. Allegro
2. Larghetto
3. Gavotta: Non troppo allegro
4. Finale: Molto vivace

## Rezeption (Auswahl)
- Ein Teil des ersten Satzes wurde viele Jahre vom Kulturmagazin aspekte als Titelmelodie verwendet.
- Die Coda des ersten Satzes findet als Abspann der Sendung Mosaik des Senders WDR 3 Verwendung.
- Die Sinfonie wurde von einer ganzen Reihe von Choreographen als Ballettmusik gewählt, darunter auch Boris Pilato (Essen 1972).